# Lounés Gaouaoui
Lounès Gaouaoui (nacido el 28 de septiembre de 1977 en Tizi Ouzou) es un futbolista argelino y actualmente juega para el CS Constantine de la Championnat National de Première Division.

## Selección nacional

### Participaciones en Copas del Mundo
| Mundial                        | Sede      | Resultado    |
| ------------------------------ | --------- | ------------ |
| Copa Mundial de Fútbol de 2010 | Sudáfrica | Primera fase |

- Datos: Q462508